# Chacun cherche son chat
Pour plus de détails, voir Fiche technique et Distribution.
Chacun cherche son chat est un film français réalisé par Cédric Klapisch et sorti en 1996.

## Synopsis
Au printemps 1995, Chloé, une jeune maquilleuse, décide de prendre quelques jours de vacances. Pour cela, elle doit confier son chat à une vieille dame habitant son quartier puisque Michel, son colocataire à la vie agitée, ne veut pas s'occuper de l'animal. À son retour, Madame Renée lui annonce que son chat a disparu par la fenêtre. Mettant en branle tout son réseau de vieilles dames et d'habitués du quartier de la Bastille, près de la rue de la Roquette et derrière le faubourg Saint-Antoine, Madame Renée active un petit monde hétéroclite qui part, chacun à sa manière, à la recherche du chat de Chloé dans un quartier parisien en pleine mutation.

## Fiche technique
- Titre original : Chacun cherche son chat
- Titre international : When the Cat's Away
- Réalisation et scénario : Cédric Klapisch
- Musique : Erik Rug
- Direction de la photographie : Benoît Delhomme
- Montage : Francine Sandberg
- Son : Dominique Dalmasso
- Décors : François Emmanuelli
- Costumes : Pierre-Yves Gayraud
- Producteurs : Aïssa Djabri, Farid Lahouassa et Manuel Munz
- Sociétés de production : Vertigo Productions, France 2 Cinéma et Canal+
- Sociétés de distribution : BAC Films, Studiocanal, Malofilm Distribution (Canada)
- Format : couleur - 1,66:1 - 35 mm
- Son : Dolby Digital
- Pays de production :  France
- Langue originale : français
- Genre : comédie sentimentale
- Durée : 96 minutes
- Date de sortie :
  - France : 3 avril 1996

## Distribution
- Garance Clavel : Chloé
- Zinedine Soualem : Djamel
- Renée Le Calm : Madame Renée
- Olivier Py : Michel, le colocataire de Chloé
- Estelle Larrivaz : Flo
- Simon Abkarian : Carlos
- Joël Brisse : le peintre Benoît dit « Bel Canto »
- Marilyne Canto : la femme flic
- Antoine Chappey : le mec bourré
- Andrée Damant : Madame Dubois
- Hélène de Fougerolles : un mannequin
- Marine Delterme : un mannequin
- Romain Duris : le joueur de batterie
- Camille Japy : Victoire
- Jacqueline Jehanneuf : Madame Henriette
- Aurélia Petit : la barmaid
- Francis Renaud : un mec agressif
- Éric Savin : le militant « onze de pique »
- Hiam Abbass : une femme dans la cour (créditée sous le nom d'Hiam Soualem)
- Marina Tomé : la styliste
- Jean-Marc Truong : Jean-Marc, le videur
- Coraly Zahonero : la boulangère avec l'accent du sud
- MC Jean Gab'1 : un ouvrier d'une menuiserie (figurant)
- Cédric Klapisch : un passant qui regarde l'affiche du chat perdu (caméo - non crédité)

## Production
Le film a été tourné dans le quartier de la Bastille (quartier de la Roquette) du 11e arrondissement de Paris – à un moment où cette zone était en pleine mutation depuis le début des années 1990 avec une gentrification importante de la population –, principalement dans les rues situées autour de la rue Keller, rue de Lappe, passage des Taillandiers, et notamment dans les cafés l'Entre Potes et le Pause Café.

## Accueil

### Accueil critique
Le critique des Inrocks souligne le caractère sociologique, un peu trop poussé, d'un film d'où émergent toutefois des moments de « charmes épars mais réels », notamment lors des scènes de « comédie assez irrésistibles » portées par Zinedine Soualem (qui trouve là un premier rôle notable) et de Renée Le Calm (figurante historique des films de Cédric Klapisch qui se voit elle aussi confier un rôle d'importance ayant « marqué les esprits »).

### Box-office
Le film réalise 678 995 entrées en France ainsi que 528 896 entrées à l'étranger ce qui constitue, pour ce type de film d'auteur parisien, un réel succès auprès du public et à l'international.

## Distinctions
- 1996 : Prix de la Critique internationale, section Panorama, au Festival de Berlin,
- 1996 : XIIe Grand Prix de la Fondation Martini et Rossi pour le cinéma, pour encourager de jeunes réalisateurs
- 1997 : Nomination au César du meilleur espoir féminin et au prix Michel-Simon pour Garance Clavel.